# West Pier
El West Pier es uno de dos muelles actuales en Brighton (Sussex). Fue construido por Eugenius Birch en 1866, pero fue cerrado desde 1975 y se ha ido deteriorando desde entonces. El muelle está esperando una renovación, que no ha tenido lugar todavía por razones financieras. Es el segundo muelle de Brighton; el primero fue The Royal Suspension Chain Pier, construido en 1823, que fue desmantelado después de una tormenta en 1896. El West Pier es uno de los dos muelles de grado II en el Reino Unido, el otro es el Clevedon Pier.
El West Pier Trust tiene planes para renovar el muelle y podría ser el primero del Reino Unido en ser renovado con la ayuda del Heritage Lottery Fund, aunque algunos de los residentes cercanos al muelle se oponen a la reconstrucción. Los opositores creen que la reconstrucción estropearía la vista al mar y el muelle debería padecer un colapso en el mar. La West Pier Trust declaró, el 15 de julio de 2008, en contraposición, que era necesario reconstruirlo. Su ambicioso proyecto incluye la rehabilitación de la estructura, destruida dos veces por el fuego, y convertirlo en una importante atracción turística, como el Brighton Eye, una futurista torre de observación.

## Historia
El Pier ya no es accesible desde la orilla debido a la caída de la pasarela que lo unía a la tierra. En 2003, la sala de conciertos del Pier se quemó debido a un incendio de causas aún desconocidas. En mayo de ese mismo año, volvió a arder, acusándose del incidente a pirómanos profesionales. Y por fin, más tarde, en el boletín de la sociedad propietaria, aparecieron los proyectos de reconstrucción del Pier con ayudas de fondos privados.
En diciembre de 2005, la última estructura, la Hut (cabaña), fue derribada por los fuertes vientos que agitan constantemente Brighton. Y en 2006, la Trust, anunció la restauración del pier, una torre de 183 metros, que será construida en el paseo marítimo del muelle. El coste aproximado es de 15 a 20 millones de £. La Trust, también ha declarado que la torre no estará operativa hasta 2010.

## Galería de imágenes

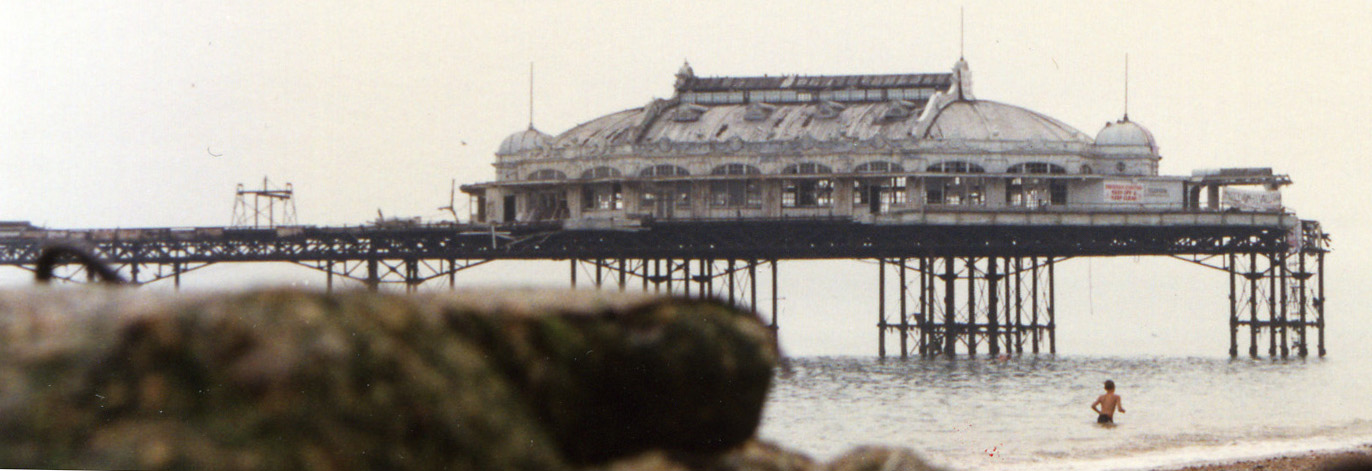
Concert Hall, 1995
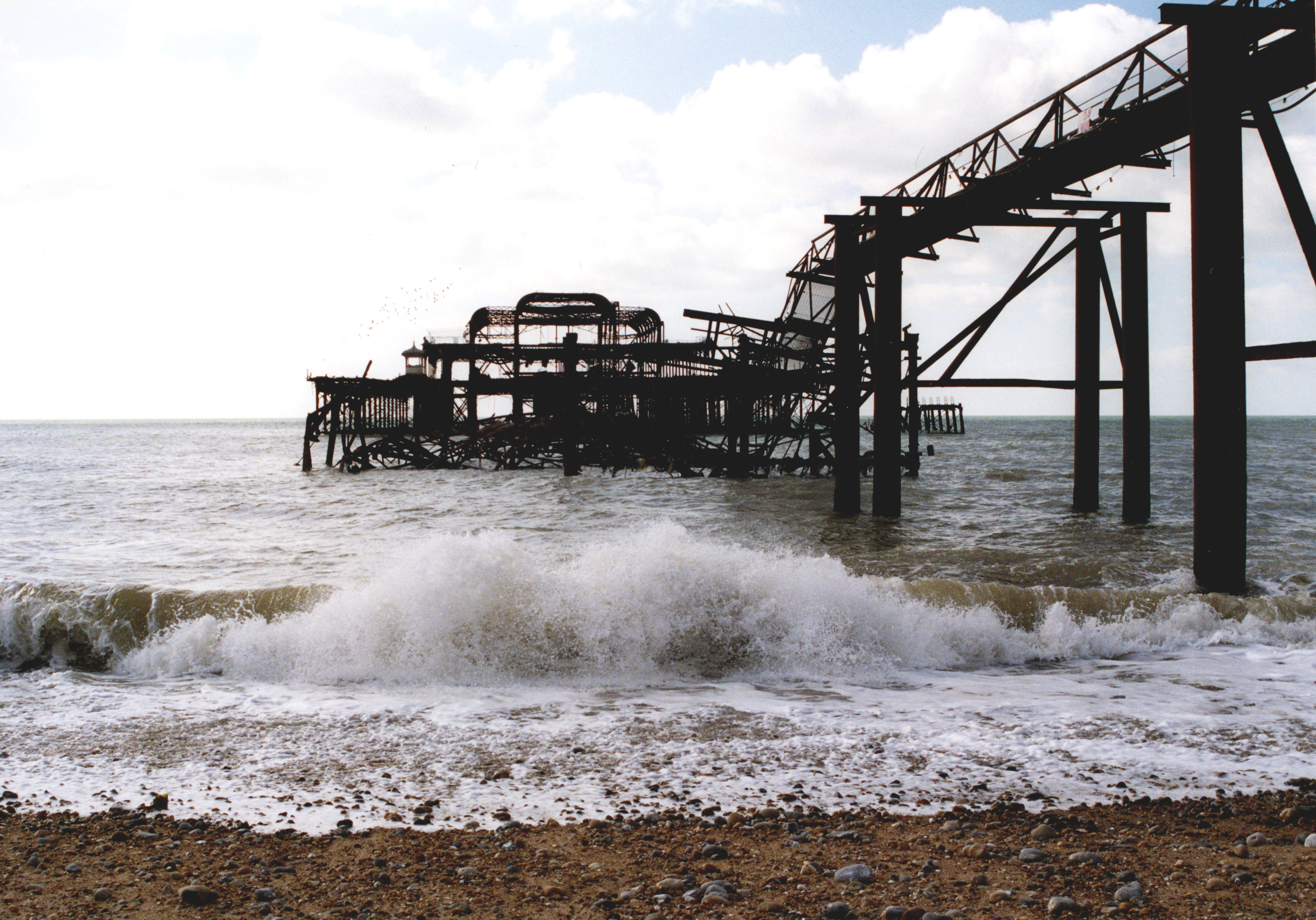
West Pier view in 2003
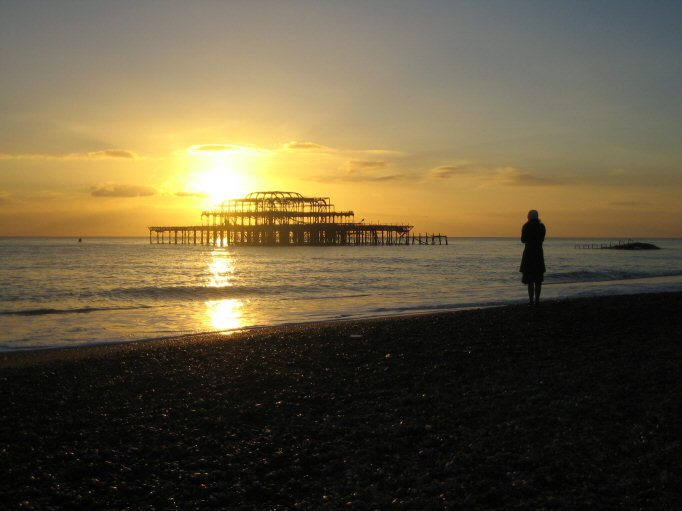
West Pier in January 2006
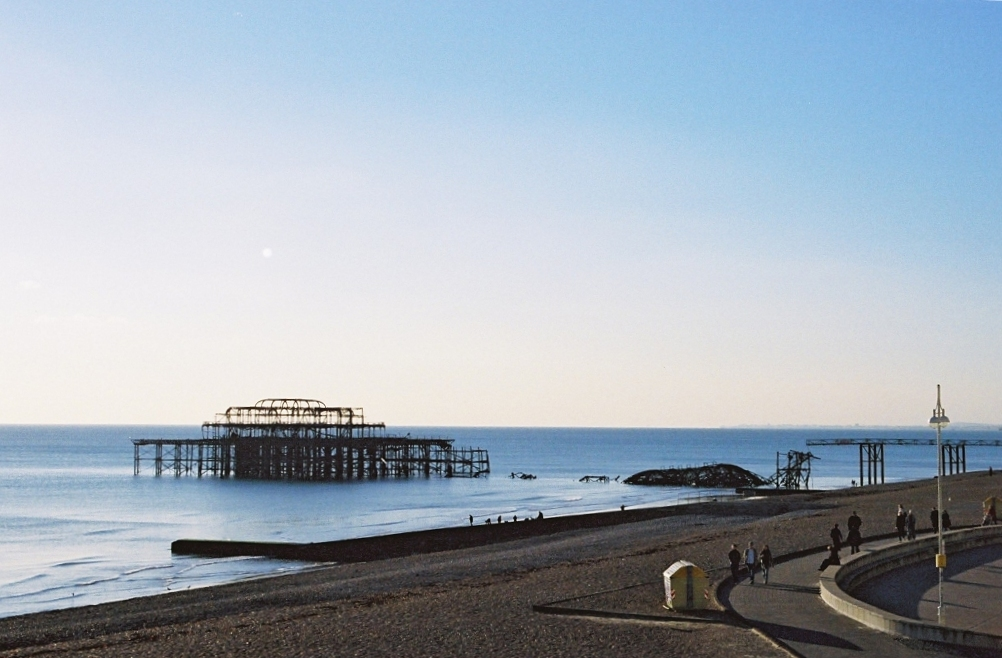
Distant view of the West Pier, Nov. 2006
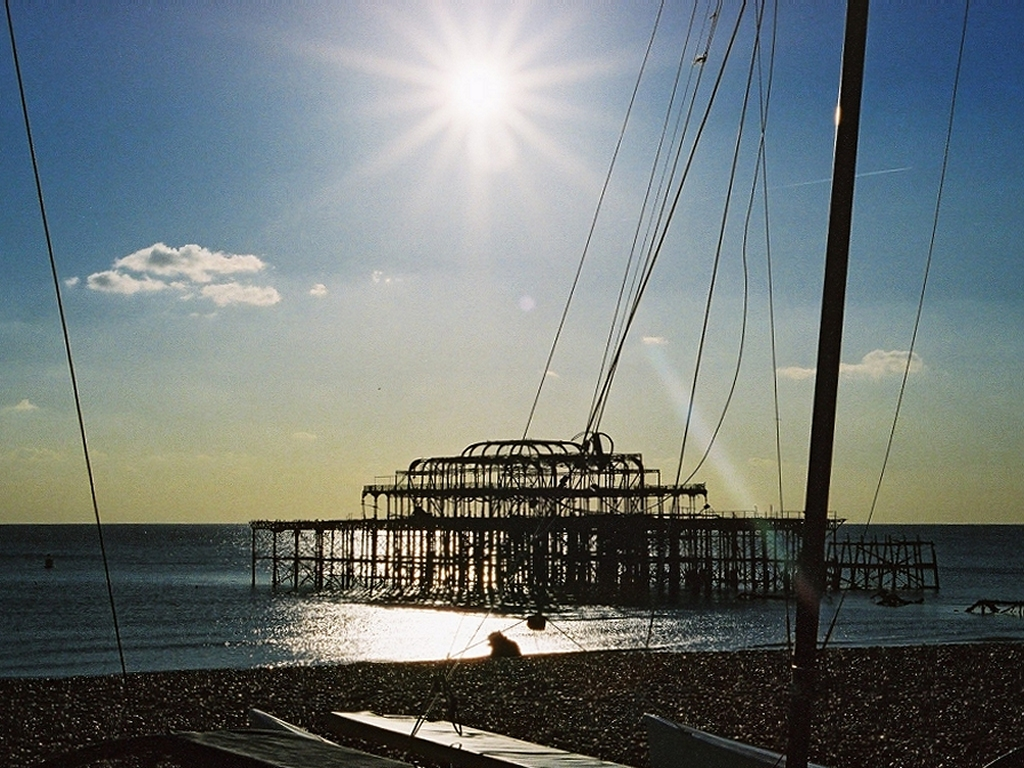
The Pavilion at the South end, Nov. 2006

## Enlaces
- Wikimedia Commons alberga una galería multimedia sobre West Pier.
- The West Pier Trust (requires Flash), keen to "develop" the West Pier
- The West Pier Dilapidation Trust, keen not to "develop" the West Pier
- History of the West Pier and its Theatre
- A series of photos from a tour of the West Pier in 2000
- Photos of the West Pier 1970s to present
- Land and underwater photos of the West Pier 1990 to present
- «Brighton Map». Archivado desde el original el 15 de septiembre de 2017. Consultado el 26 de mayo de 2018.

- Datos: Q3081510
- Multimedia: Brighton West Pier / Q3081510